# شركة كيرين
شركة كيرين المحدودة القابضة (بالإنجليزية:  Kirin Holdings Company, Limited)‏ (باليابانية: キリン株式会社), هي شركة تصنيع الجعات والمشروبات اليابانية، تأسست عام 1885 في يوكوهاما تحت إسم شركة الجعات اليابانية (Japan Brewery Company) على يد ويليام هنري وإدغار أبوت, مقرها يقع في ناكانو، طوكيو. في عام 1888، أطلق مؤسسوها بيرة كيرين المشهورة. في عام 1907، تم توريث أعمال الشركة الأصلية (JBC)، وتم إنشاء شركة كيرين للجعات. وفي عام 2007، أصبحت شركة كيرين القابضة، شركة قابضة، تضم شركة كيرين بير، وشركة كيرين للمشروبات، وشركة ميرسيان باعتبارها الشركات التابعة الرئيسية لها.

## أصل التسمية
إن تسمية الشركة باللغة اليابانية، يمكن أن تشير إلى الزرافات، أو إلى تشيلين (麒麟)، المخلوقات الخيالية الصينية ذات الحوافر الأسطورية في ثقافة شرق آسيا. تمت تسمية الشركة على اسم الأخير.

## الشركة
يعود تأسيس هذه الشركة في عام 1885، حيث استحوذت على أصول مصنع الجعة سبرينج فالي، الذي تأسس لأول مرة في يوكوهاما في عام 1869 على يد صانع الجعة النرويجي الأمريكي ويليام كوبلاند. في صفقة توسط فيها توماس بليك جلوفر، تم تأسيس اليابان للجعات ("Japan Brewery") في هونغ كونغ باسم دبليو إتش (W.H). تالبوت وإيه. أبوت بدعم مالي قدمته مجموعة من المستثمرين اليابانيين بما في ذلك إيواساكي يانوسوكي، رئيس شركة ميتسوبيشي آنذاك. بدأ مصنع الجعة الياباني تسويق بيرة كيرين لأول مرة في عام 1888. وتم إنشاء شركة مصنع الجعة كيرين ككيان قانوني منفصل في فبراير 1907، حيث قامت بشراء أصول مصنع الجعة الياباني وتوسعت الأعمال في عصر تزايد الطلب الاستهلاكي. تم بناء مصنع كيرين للجعات على تقاليد مصنع الجعة الياباني الذي يحتفظ باستخدام الحبوب المملحة والجنجل المستوردة من ألمانيا وتوظيف مصانع الجعة الألمانية للإشراف على الإنتاج. أثبتت الشراكة الحصرية مع مييدي-يا ("Meidi-ya") نجاحها الكبير في تسويق بيرة كيرين في اليابان وخارجها.

## النشاط
يبيع هذا المصنع اثنين من أشهر أنواع البيرة في اليابان: كيرين لاغر ("Kirin Lager")، إحدى أقدم العلامات التجارية للبيرة في البلاد، والتي يتم تخميرها منذ عام 1888؛ و إيشيبان شيبوري. ضمن فئة هابوشو (قليل الشعير)، تعد جعة كيرين تانري هي الأكثر مبيعًا. تتولى الشركة التوزيع المحلي للعديد من العلامات التجارية الأجنبية، بما في ذلك بدويايزر، وهينيكن. تمتد عمليات مصنع الجعة التابع للشركة الأم أيضًا إلى الخارج، من خلال التحالفات الإستراتيجية والشركات التابعة والشركات التابعة، إلى الصين وتايوان وأستراليا والفلبين وأوروبا ونيوزيلندا والولايات المتحدة. الشركة تمتلك 100% من حصة في شركة ليون ناثان المحدودة، وهي شركة تابعة موحدة يقع مقرها في أستراليا ولكن لديها عمليات مهمة بشكل خاص في الصين. تمتلك شركة كيرين حصة 48٪  من سان ميغيل للجعات، صانع الجعة المهيمن في الفلبين. تطبق الشركة الآن تكنولوجيا التخمير الخاصة بها في مجالات مثل علم الوراثة النباتية والمستحضرات الصيدلانية والهندسة الحيوية. على الرغم من أن صناعة الجعة والأعمال ذات الصلة تظل جوهر أنشطة هذه الشركة، إلا أن الشركة تشارك أيضًا في العديد من القطاعات الأخرى: المشروبات الكحولية القوية والنبيذ والمشروبات الغازية والمنتجات الغذائية.

## مواقع خارجية
- (بالإنجليزية) الموقع الرسمي
- (باليابانية) الموقع الرسمي
- Kirin 100th Anniversary Beers